# Söpkéz Sándor
Söpkéz Sándor (Brád, 1866. szeptember 20. – Budapest, 1938. október 24.) gépészmérnök, műszaki doktor, az elektrotechnika műegyetemi tanára, tanszékvezető. 1910–18 között a Nemzeti Munkapárt országgyűlési képviselője, 1932–33 között a Királyi József Műegyetem rektora, 1927–35 között az Egységes Párt országgyűlési képviselője.

## Életpályája
1866-ban született a Erdélyben, a Hunyad vármegyei Brádon.
1888-ban a budapesti Királyi József Műegyetemen szerzett mérnöki diplomát és műszaki egyetemi doktorátust. A következő években a Berlini Műszaki Főiskolán és Londonban tanult.
Budapesten, a Ganz és Társa iparvállalat villamossági osztályán kezdett dolgozni, majd a vasúttechnikai villamos berendezéseket gyártó Siemens & Halske cégnél a vasútikocsi-építő osztály vezetője lett. 1890–1895 között a Budapesti Városi Villamosvasút Aréna úti főműhelyének vezetője volt.
1894-ben – 28 éves korában – ő írta meg a Magyar Mérnök- és Építész-Egylet által 1893-1899 között kiadott, Asbóth Emil által szerkesztett hatkötetes Elektrotechnika című nagyszabású szakkönyvsorozat Dinamógépek című 3. kötetét. (A többi kötetet Hoor Mór, Herzog József, Edvi Illés Aladár és Straub Sándor írták).
1895–1899 között a MÁV vasúti főmérnöke és a MÁV Igazgatóságán az elektromos osztály vezetője volt. Nevéhez fűződik a vasúti pályák, pályaudvarok és vasúti berendezések elektromos világításának bevezetése.
1899-1908 között a Királyi József Műegyetemen az elektromos közlekedési eszközök tantárgyat oktatta, egyetemi magántanári minőségben.
1900–1907 között a M. Kir. Kereskedelemügyi Minisztérium Vasúti és Hajózási Főfelügyelőségének osztályvezetője volt, 1906-tól kezdve már kinevezett minisztériumi osztálytanácsosi rangban. 1907–1908 között ő volt a Főfelügyelőség vezetője.
1908-ban rendes egyetemi tanári rangban kinevezték a Műegyetem II. Elektrotechnikai Tanszéke vezetőjévé. E tisztségét 1937-ig töltötte be.
1909-ben adta ki egyik fontos művét, A villamosság és a villamos vontatás c. tankönyvet. Szakfolyóiratokban sok cikket publikált. Fő szakterülete az elektromos vasúti vontatás és szállítás és az ezzel összefüggő energiaellátás, energiagazdálkodás volt. Aktív részt vállalt a budapesti villamosvasúti hálózat és a millenniumi földalatti vasút megvalósításában.
1910-ben Hunyad vármegye Vajdahunyadi választókerülete országgyűlési képviselőjévé választotta, a Nemzeti Munkapárt programjával. Mandátumát az 1918-as összeomlásig viselte.
1919 után Söpkéz tervezte az első magyarországi nagyfeszültségű helyközi villamoshálózatokat. Az 1920-as években az országos villamosenergia-gazdálkodás feladataival foglalkozott, és vezető szerepet vitt a magyar villamosenergia-törvény megalkotásában.
1927–1935 között az Egységes Párt programjával az Enyingi, majd a Gyömrői választókerület országgyűlési képviselőjévé választották.
1932–33 között a Királyi József Műegyetem rektora volt.
1937-ben visszavonult, utódja a II. Elektrotechnikai Tanszék élén Liska József egyetemi tanár lett. Söpkéz professzor 1938-ban hunyt el Budapesten. A Farkasréti temetőben nyugszik (35/I, N/A, 1, 97/98). Sírhelyét 2004-ben a Nemzeti Sírkert részeként védetté nyilvánították.

## Leszármazottai
Dédunokája Söpkéz Sándor közgazdász, vállalkozó.

## Művei
- 1894: Dinamógépek. A Magyar Mérnök- és Építész-Egylet Elektrotechnika c. 6-kötetes szakkönyvének (1893-1899) 3. kötete, szerk Asbóth Emil.
- 1902: Elektromos vontatás a nagyvasútakon, konferencia előadás, megjelent Vasúti és Hajózási Hetilap, 1902/40-41. számában.
- 1903: A nagyvasutak elektromos üzeme hazai víz- és szénviszonyainkra való tekintettel, Atheneum, Budapest.
- 1912: A MÁV forgalmi zavarai, előadás a Magyar Gyáriparosok Országos Szövetsége ülésén, megjelent Magyar Gyáripar 1912/16. számában.
- 1913: A villamosság és a villamos vontatás, Közeledési Szakkönyvtár, Wodianer és Tsa, Budapest.
- 1938: Időszerű feladatok a magyar energiagazdálkodásban, Tolnay-serlegbeszéd (előadás), különlenyomat Közlekedési Nyomda.
- 19??: Elektrotechnika, műszaki egyetemi és főiskolai tankönyv, 19??.

## Kapcsolódó információk
- Magyar életrajzi lexikon II. (L–Z). Főszerk. Kenyeres Ágnes. Budapest: Akadémiai. 1969.   355. o.
- Söpkéz Sándor művei (könyvek). Antikvárium.hu. (Hozzáférés: 2018. október 30.)
- Söpkéz Sándor, Révai Nagylexikon. Tudósnaptár.hu. (Hozzáférés: 2018. október 30.)
- Söpkéz Sándor születésnapja. JelesNapok.hu. (Hozzáférés: 2018. október 30.)